# Phyllonorycter estrela
Phyllonorycter estrela là một loài bướm đêm thuộc họ Gracillariidae. Nó được tìm thấy ở Tây Ban Nha và Bồ Đào Nha.
Ấu trùng ăn Genista cinerea. Chúng có thể ăn lá nơi chúng làm tổ.